# Toggl Track
Toggl Track(トグル)は、 エストニアのタリンに本拠を置くTogglOÜが開発するタイムトラッキングアプリ  。タスクタイマーまたは手動入力で作業時間の記録とタスクとプロジェクトに基づいたレポートをすることができる。 ウェブアプリ・デスクトップアプリ・モバイルアプリが用意されている。

## 概要
2006年にエストニアの タリンでAlari AhoとKrister Haavが内部使用向けに開発。   現在では、小さいグループ向けにiPhone、Android、Windows、Mac、Linuxなどのアプリケーションが開発がされている。   従業員は80名以上在籍している。 
タイマーの状況はクラウドサービスを介してリアルタイムで同期され、プロジェクトに費やされた時間を追跡し、生産性を分析することができる。  
TogglのCEO兼創設者であるAlari Ahoによると、このアプリケーションは最初から完全に自己資金で賄われています。 名前は、ランダムな名前ジェネレータを使用して作成されています。 
2014年、同社はタリンに拠点を置く会社から完全に遠隔地のビジネスに移行しました。 
2016年8月現在、160万人以上の登録ユーザーがいる。 

## 技術
当初はRuby on Railsで作られていたが、2013年からはGoを使用している。 フロントエンドはJavascript （ Backbone.js 、 Coffeescript ）。 個別のデバイスをリアルタイムで同期するためにHTML5の機能（オフラインストレージ）やWebソケットを使用している。 データベースはPostgreSQLとRedisで動作している 。  モバイルアプリではPhonegap、デスクトップアプリでは Chromiumを使用している。